# 玄武満
玄武 満（げんぶ みつる、1946年5月4日 - ）は、北海道芦別市出身で立浪部屋に所属した元大相撲力士、現タレント。本名は栗原 満（くりはら みつる）。最高位は東十両7枚目（1973年5月場所）。身長175cm、体重123kg。得意技は右四つ、寄り、押し。

## 来歴
高校2年の時に知人から立浪部屋所属の大島親方（元前頭・若浪）を紹介され、再三の勧誘の結果入門を決意。高校を中退し立浪部屋に入門。1964年3月場所で初土俵を踏んだ。1973年1月場所には十両に昇進。取的時代に赤塚不二夫の智遇を得ていて、新十両に際し赤塚からバカボンのパパの絵を用いた化粧廻しを贈られて評判になった。現在では漫画のキャラクターを化粧廻しのデザインにしている力士は少なくないが、玄武はその走りとされる。幕下・十両時代に（のちの大横綱となる）千代の富士と対戦していて、1勝2敗の成績を残している。入れ替え戦で千代の富士と対戦したこともある。1975年3月場所を最後に十両から遠ざかり、1977年5月場所限りで現役を引退し廃業した。
廃業後は地元北海道に戻り、札幌市でちゃんこ料理店を経営。その傍らSTV『どさんこワイド』や、ラーメンのCM等に出演。トレードマークは、短く刈り込んだ頭にニット帽、オーバーオールのジーンズ（オーバーオール愛好者は巨漢の人に多く、ホンジャマカの石塚英彦などが有名。玄武は石塚の登場より早かったため石塚のパクリではない。巨漢タレントのスタンダードで楽なスタイルとして好みで着用しているものと思われる。また、同じ大相撲出身のタレント小錦もオーバーオールを好んでいる）。2003年には、HTBの『ドラバラ鈴井の巣』（『山田家の人々』）に演技指導スタッフとして出演。鈴井貴之、安田顕に相撲の指導をしている。HTB関係では、『いばらのもり』にも出演している。その後2017年4月にはちゃんこ料理店「ちゃんこ居酒屋玄武」を閉店。

## 主な成績
- 通算成績：321勝285敗27休 勝率.530
- 十両成績：69勝81敗 勝率.460
- 現役在位：80場所
- 十両在位：10場所

### 場所別成績
| | 一月場所 初場所（東京） | 三月場所 春場所（大阪） | 五月場所 夏場所（東京） | 七月場所 名古屋場所（愛知） | 九月場所 秋場所（東京）   | 十一月場所 九州場所（福岡） |
| --- | ----------------------- | ----------------------- | ----------------------- | --------------------------- | ------------------------- | --------------------------- |
| 1964年 （昭和39年） | x                       | （前相撲）              | 東序ノ口11枚目 4–3      | 西序二段98枚目 7–0          | 東三段目45枚目 2–5        | 東三段目76枚目 2–5          |
| 1965年 （昭和40年） | 西序二段19枚目 5–2      | 西三段目68枚目 6–1      | 東三段目23枚目 2–5      | 西三段目44枚目 0–1–6        | 西三段目96枚目 休場 0–0–7 | 東序二段43枚目 休場 0–0–7   |
| 1966年 （昭和41年） | 西序二段95枚目 6–1      | 西序二段47枚目 6–1      | 西三段目91枚目 4–3      | 西三段目57枚目 4–3          | 西三段目32枚目 3–4        | 東三段目46枚目 3–4          |
| 1967年 （昭和42年） | 東三段目58枚目 6–1      | 西三段目10枚目 4–3      | 東三段目44枚目 4–3      | 東三段目27枚目 4–3          | 西三段目15枚目 6–1        | 東幕下45枚目 1–6            |
| 1968年 （昭和43年） | 東三段目8枚目 4–3       | 西幕下55枚目 5–2        | 東幕下39枚目 3–4        | 東幕下44枚目 4–3            | 東幕下33枚目 2–5          | 東幕下48枚目 4–3            |
| 1969年 （昭和44年） | 西幕下42枚目 2–5        | 東幕下59枚目 2–5        | 東三段目18枚目 6–1      | 西幕下47枚目 5–2            | 西幕下26枚目 5–2          | 東幕下13枚目 3–4            |
| 1970年 （昭和45年） | 東幕下17枚目 3–4        | 西幕下21枚目 2–5        | 東幕下39枚目 4–3        | 西幕下30枚目 2–5            | 東幕下47枚目 5–2          | 東幕下28枚目 3–4            |
| 1971年 （昭和46年） | 西幕下36枚目 3–4        | 西幕下44枚目 5–2        | 西幕下23枚目 2–5        | 東幕下39枚目 4–3            | 東幕下34枚目 5–2          | 東幕下15枚目 3–4            |
| 1972年 （昭和47年） | 西幕下18枚目 4–3        | 東幕下15枚目 5–2        | 西幕下7枚目 4–3         | 東幕下4枚目 4–3             | 西幕下2枚目 4–3           | 西幕下筆頭 5–2              |
| 1973年 （昭和48年） | 西十両10枚目 8–7        | 東十両9枚目 8–7         | 東十両7枚目 6–9         | 西十両10枚目 7–8            | 東十両12枚目 5–10         | 西幕下7枚目 6–1             |
| 1974年 （昭和49年） | 西十両13枚目 8–7        | 西十両11枚目 6–9        | 東幕下2枚目 4–3         | 東幕下筆頭 4–3              | 西十両13枚目 7–8          | 西幕下筆頭 4–3              |
| 1975年 （昭和50年） | 西十両13枚目 8–7        | 東十両11枚目 6–9        | 西幕下筆頭 3–4          | 東幕下5枚目 4–3             | 東幕下3枚目 3–4           | 西幕下6枚目 3–4             |
| 1976年 （昭和51年） | 西幕下11枚目 4–3        | 西幕下9枚目 4–3         | 東幕下5枚目 3–4         | 西幕下10枚目 4–3            | 西幕下7枚目 3–4           | 東幕下13枚目 3–4            |
| 1977年 （昭和52年） | 西幕下22枚目 3–4        | 西幕下31枚目 6–1        | 東幕下10枚目 引退 0–0–7 | x                           | x                         | x                           |
| 各欄の数字は、「勝ち-負け-休場」を示す。 優勝 引退 休場 十両 幕下 三賞：敢=敢闘賞、殊=殊勲賞、技=技能賞 その他：★=金星 番付階級：幕内 - 十両 - 幕下 - 三段目 - 序二段 - 序ノ口 幕内序列：横綱 - 大関 - 関脇 - 小結 - 前頭（「#数字」は各位内の序列） |                         |                         |                         |                             |                           |                             |

## 改名歴
- 栗原山 満（くりはらやま みつる）1964年3月場所 - 1969年11月場所
- 玄武 満（げんぶ みつる）1970年1月場所 - 1977年5月場所